# Mathilda von Essen

Anna Mathilda Märtha Fredrika von Essen, född 26 oktober 1989, är en svensk radioproducent, manusförfattare och regissör.
von Essen var med och grundade produktionsbolaget Studio Olga tillsammans med Vendela Lundberg och Axel Winqvist. Studio Olga producerade bland annat podcasten P3 ID för Sveriges Radio, som är aktualitetsdokumentärer om personer såsom Jeff Bezos, Pamela Andersson och Clark Olofsson. P3 ID nominerades till Guldörat 2020 och 2021. 2023 vann Studio Olga även tre priser i Guldörat: årets dokumentär – Jakten på Bo Balderson, årets barn – Kampen om Gården och årets gräv – Mörkt Vatten.
Tidigare arbetade von Essen som skådespelare och hennes första filmroll var i den amerikanska filmen Girl With the Dragon Tattoo. Hon medverkade som skådespelare i tre filmer mellan åren 2011 och 2014.
Mellan 2016 och 2019 utbildade hon sig på JMK vid Stockholms universitet och radiolinjen på Stockholms dramatiska högskola. von Essen har likväl varit verksam på Sveriges Radio och producerat P3 Musikdokumentär, Godmorgon Världen, Stil i P1, Hej jag heter Fredrik, Punani_99 och Sommar i P1. 
Som regissör har von Essen gjort produktioner för Sveriges Radio Drama som UFO-podden, Exorcismen i Eksjö, Djupet, Sebastian Herlows Försvinnande, samt regisserat för Uppsala Stadsteater. Hon har också utvecklat Vikingar med Gustaf Skarsgård, vilket senare blev konsert på Berwaldhallen med Sveriges Radios Symfoniorkester.